# Brabants district
Het Brabants district is een floradistrict dat zich voornamelijk in België bevindt.
Dit district omvat de provincies Vlaams-Brabant, Waals-Brabant en vrijwel geheel Henegouwen. Ook de Vlaamse Zandleemstreek behoort tot dit district, en deze loopt door tot in Noord-Frankrijk, waar het vrijwel het gehele Noorderdepartement omvat, met uitzondering van het zeepoldergebied dat tot het maritiem district wordt gerekend. Ook de Haspengouw behoort tot het Brabants district.
De bodem is grotendeels bedekt met löss, maar ook krijtgesteente is er te vinden. Naar het oosten toe sluit het Brabants district aan bij het Zuidlimburgs district.